# USS Iowa (BB-4)
USS Iowa (BB-4) byl predreadnought amerického námořnictva. Ve službě byl v letech 1897–1919. Iowa byla určena zejména pro účely pobřežní obrany, zároveň však schopna operací na otevřeném moři.

## Stavba

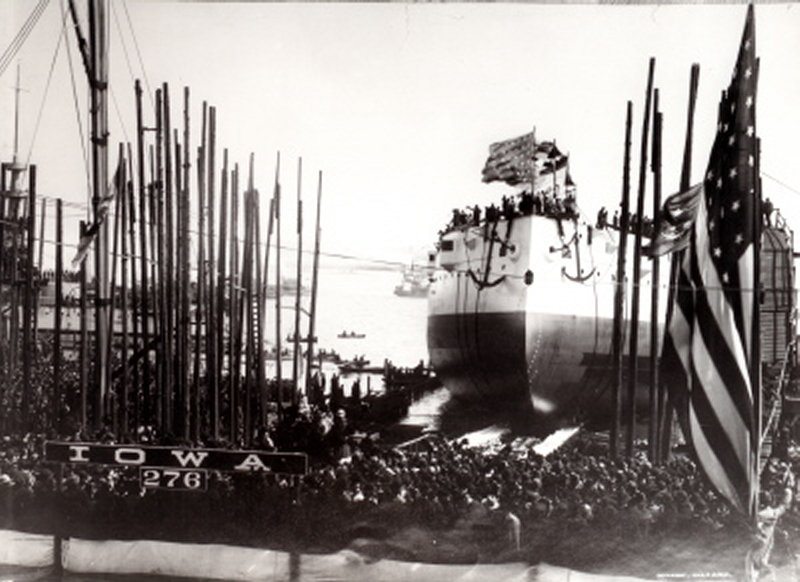
USS Iowa při spouštění na vodu

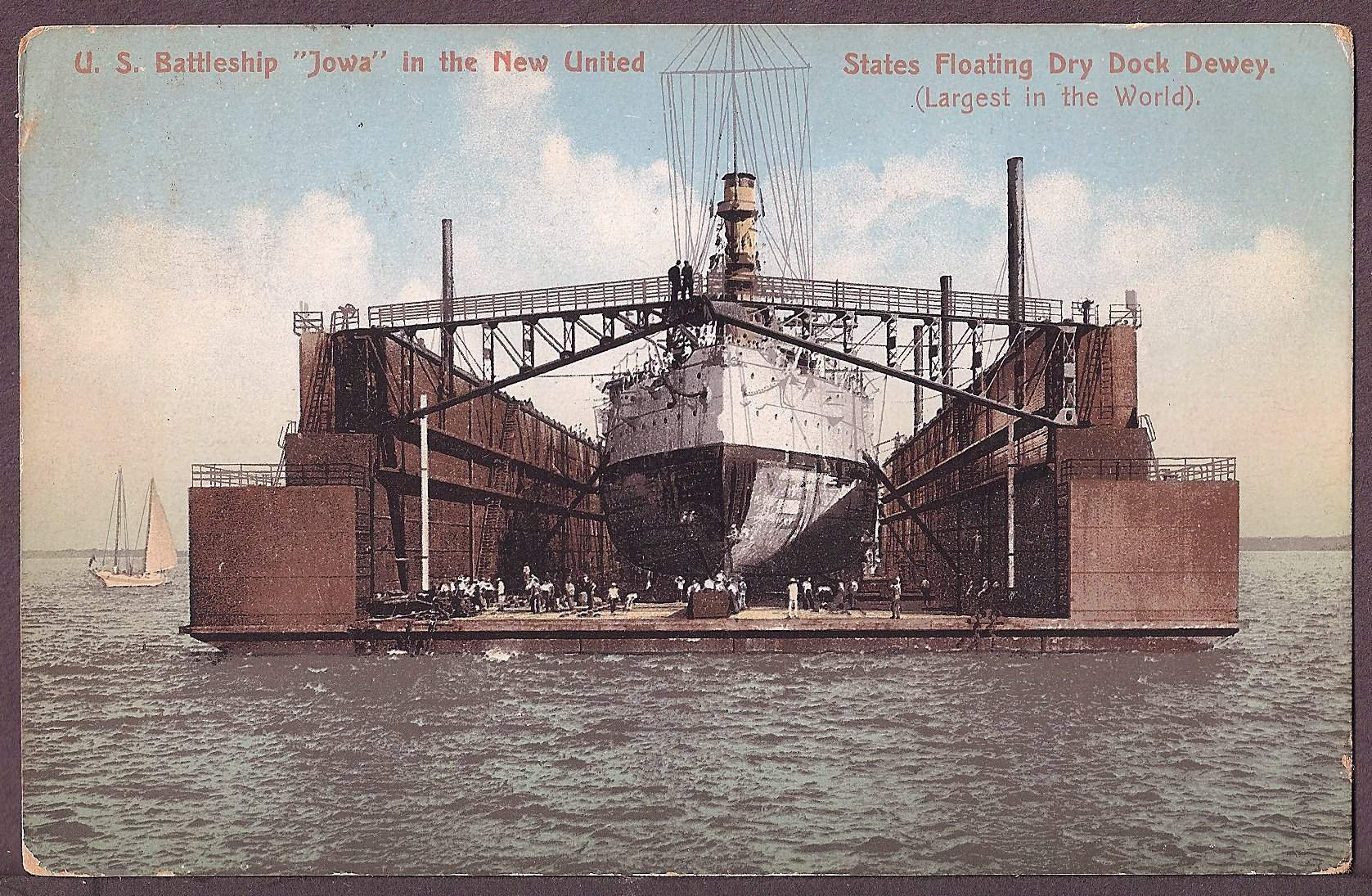
USS Iowa v suchém doku

Bitevní loď Iowa postavila v letech 1893–1897 americká loděnice William Cramp & Sons ve Filadelfii. Kýl byl založen 5. srpna 1893, spuštěn na vodu 28. března 1896 a 16. června 1897 byla loď přijata do služby.

## Konstrukce

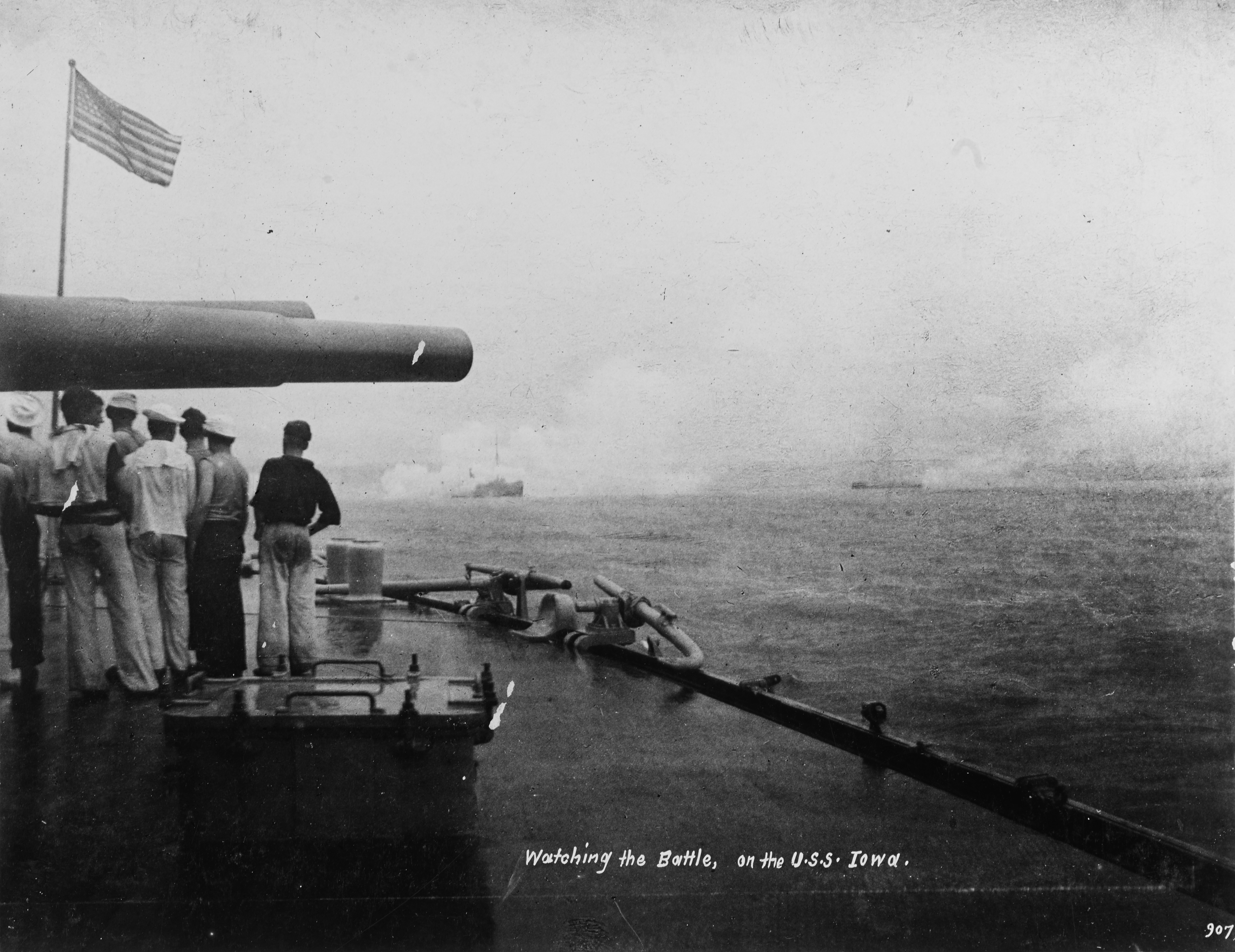
USS Iowa střílí na španělské lodě za Španělsko-americké války

Hlavní výzbroj tvořily čtyři 305mm kanóny ve dvoudělových věžích na přídi a na zádi, doplněná o osm 203mm kanónů ve čtyřech dvoudělových věžích po stranách nástavby. Dále bylo neseno šest 102mm kanónů, dvacet 57mm kanónů, čtyři 37mm kanóny a čtyři 356mm torpédomety. Pohonný systém tvořilo pět kotlů a dva parní stroje s trojnásobnou expanzí o výkonu 11 000 ihp, pohánějící dva lodní šrouby. Nejvyšší rychlost dosahovala 16 uzlů.

## Operační nasazení
Loď se zapojila do Španělsko-americké války v roce 1898. Podílela se na blokádě španělských válečných lodí v přístavu Santiago de Cuba a jejich zničení v bitvě u Santiaga de Cuba dne 3. července 1898. V roce 1903 byla poprvé převedena do rezervy, několikrát ale byla reaktivována. Poslední vyřazení lodi proběhlo v roce 1919, kdy byla přestavěna na rádiem řízenou cílovou loď. V roce 1923 byla potopena střelbou bitevní lodi USS Mississippi.